# اتلون (کالیفرنیا)
اتلون (به انگلیسی: Athlone) یک منطقهٔ مسکونی در ایالات متحده آمریکا است که در شهرستان مرسد، کالیفرنیا واقع شده‌است. اتلون ۶۳ متر بالاتر از سطح دریا قرار دارد.